# 피에트로 테라차노
피에트로 테라차노(이탈리아어: Pietro Terracciano, 1990년 3월 8일 ~ )는 세리에 A AC 밀란에서 뛰는 이탈리아의 축구 선수이다.